# Hemme
Hemme település Németországban, Schleswig-Holstein tartományban. Lakosainak száma 496 fő (2023. december 31.).

## Népesség
A település népességének változása:
| Lakosok száma | 650  | 493  | 512  | 487  | 513  | 496  |
|               | 1975 | 2017 | 2019 | 2021 | 2022 | 2023 |